# عجب‌شیر (روزنامه)
عجب‌شیر روزنامه‌ای چاپ ایران با گسترهٔ توزیع سراسری و زمینهٔ اقتصادی و فرهنگی است. دفتر مرکزی این روزنامه در شهر تبریز قرار گرفته است. مجوز روزنامهٔ عجب‌شیر در تاریخ ۱۰ شهریور ۱۳۹۳ از سوی وزارت فرهنگ و ارشاد اسلامی ایران صادر شد. این روزنامه با امتیاز کیفی ۴۷ در سال ۱۴۰۰، بالاترین امتیاز را در بین روزنامه‌های استان آذربایجان شرقی به خود اختصاص داد.
روزنامهٔ عجب‌شیر با دریافت ۲۱۱ میلیون و ۸۹۰ هزار تومان از آگهی‌های دولتی در سال ۱۳۹۸، رتبهٔ دوم را در این زمینه در بین روزنامه‌های استان آذربایجان شرقی به خود اختصاص داد.
مصاحبهٔ «حلقهٔ گمشدهٔ شورای چهارم» روزنامهٔ عجب‌شیر، مقام سوم بخش مصاحبه را در «سومین جشنوارهٔ مطبوعات، خبرگزاری‌ها و پایگاه‌های خبری آذربایجان شرقی» در سال ۱۳۹۵ کسب کرد.